# 대한민국의 질병관리청 차장
질병관리청 차장(疾病管理廳 次長)은 청장을 보좌하는 직위로, 고위공무원단 가등급에 속하는 일반직공무원으로 보한다.

## 임명
- 질병관리청 차장은 대통령이 임명한다.

## 역할
- 질병관리청 차장은 청장을 보좌하여 소관사무를 처리하고 소속공무원을 지휘·감독하며, 청장이 사고로 직무를 수행할 수 없으면 그 직무를 대행한다.

## 역대 부기관장

### 국립보건원 부원장
| 정부      | 대수 | 이름           | 임기                   | 비고     |
| --------- | ---- | -------------- | ---------------------- | -------- |
| 제3공화국 | 초대 | 윤석우(尹錫宇) | 1963년 12월~1964년 2월 |          |
| 제3공화국 | 2대  | 채례석(蔡禮錫) | 1964년 2월~1965년 2월  |          |
| 제3공화국 | 3대  | 이종승(李鍾承) | 1965년 2월~1967년 9월  |          |
| 제3공화국 | 4대  | 최동필(崔東弼) | 1968년 2월~1969년 4월  |          |
| 제3공화국 | 5대  | 이명화(李命和) | 1969년 4월~1970년 7월  |          |
| 제3공화국 | 6대  | 이문기(李文奇) | 1970년 12월~1971년 6월 |          |
| 제3공화국 | 7대  | 이성희(李星熙) | 1971년 6월~1972년 9월  |          |
| 제4공화국 | 8대  | 김웅식(金雄植) | 1972년 9월~1973년 3월  |          |
| 제4공화국 | 9대  | 이문기(李文奇) | 1973년 8월~1974년 9월  |          |
| 제4공화국 | 10대 | 이성희(李星熙) | 1974년 9월~1975년 1월  |          |
| 제4공화국 | 11대 | 민창동(閔昶東) | 1975년 1월~1976년 4월  |          |
| 제4공화국 | -    | 유영해(柳榮海) | 1976년 4월~1976년 9월  | 직무대리 |
| 제4공화국 | 12대 | 유영해(柳榮海) | 1976년 9월~1979년 6월  |          |
| 제4공화국 | 13대 | 신용달(申龍達) | 1979년 6월~1981년 11월 |          |

### 질병관리청 차장
| 정부        | 대수           | 이름                             | 임기                             | 비고 |
| ----------- | -------------- | -------------------------------- | -------------------------------- | ---- |
| 문재인 정부 | 초대           | 나성웅(羅聖雄)                   | 2020년 9월 12일~2021년 8월 12일  |      |
| 문재인 정부 | 2대            | 김헌주(金憲主)                   | 2021년 8월 13일~2022년 11월 20일 |      |
| 윤석열 정부 | 2대            | 김헌주(金憲主)                   | 2021년 8월 13일~2022년 11월 20일 |      |
| 3대         | 김현준(金賢準) | 2022년 11월 21일~2023년 9월 26일 |                                  |      |
| 4대         | 최종균(崔鐘均) | 2023년 9월 27일~2024년 7월 25일  |                                  |      |
| 5대         | 임숙영(林淑英) | 2024년 9월 2일~                  |                                  |      |

## 같이 보기
- 질병관리청
- 질병관리청장